# Elena Akselrod
Elena Méerovna (Màrkovna) Akselrod (rus: Еле́на Ме́еровна (Ма́рковна) Аксельро́д AFI jɪˈlʲɛnə ˈmʲejɪrəvnə ɐksʲɪlʲˈrot ( ? i  escolteu-ne la pronunciació en rus); belarús: Алена Меераўна Аксельрод Alena Méerauna Akselrod, nascuda el 1932 a Minsk, Belarús) és una poetessa i traductora russa, filla del conegut artista Meer Akselrod. Va escriure una monografia sobre el seu pare.

## Biografia
Nascuda a Minsk el 1932, és filla de Meer Akselrod, un destacat artista i de la poeta en ídix Riva Rúbina. El seu oncle Zélik Akserlod també va ser poeta en ídix; va tractar de protestar contra el tancament de les escoles en ídix a l'URSS i va ser detingut i finalment executat durant la retirada de l'Exèrcit Roig de Vílnius el 1941.
Elena Akselrod va graduar-se al departament literari de l'Institut Pedagògic de Moscou el 1954, i va fer el seu debut com a traductora el 1955. Va publicar el seu primer llibre de poesia infantil el 1961; des de llavors, ha escrit set llibres més de poesia. Ha traduït poesia i prosa de l'ídix, hebreu, alemany, anglès, noruec, danès, romanès i altres idiomes. A la Unió Soviètica podia publicar principalment com a poeta i traductora per a nens, però arran la caiguda de les comandes i de les traduccions dels poetes "adults", va ascendir a una mena d'antologia dels autors més inesperats.
Des de 1991 Akselrod ha viscut a Israel-Palestina, en concret a Maale Adumim, prop de Jerusalem, des d'on ha escrit llibres i n'ha traduït altres de l'hebreu; la seva obra ha estat publicada a Israel-Palestina, Estats Units i Rússia. Va escriure un estudi sobre l'art del seu pare, Meer Akselrod, que la va fer coneguda fora de Rússia. Ha estat guanyadora del premi de la Unió d'Escriptors russos d'Israel-Palestina pel millor llibre de poesia de l'any en rus (1995) i és membre del PEN Club Internacional. El 2008 es va publicar el seu llibre de memòries Un pati al carrer Barrikadni.
El seu fill és l'artista russoisraelianopalestí Mikhaïl Iakhilévitx.